# Makoto Ninomiya

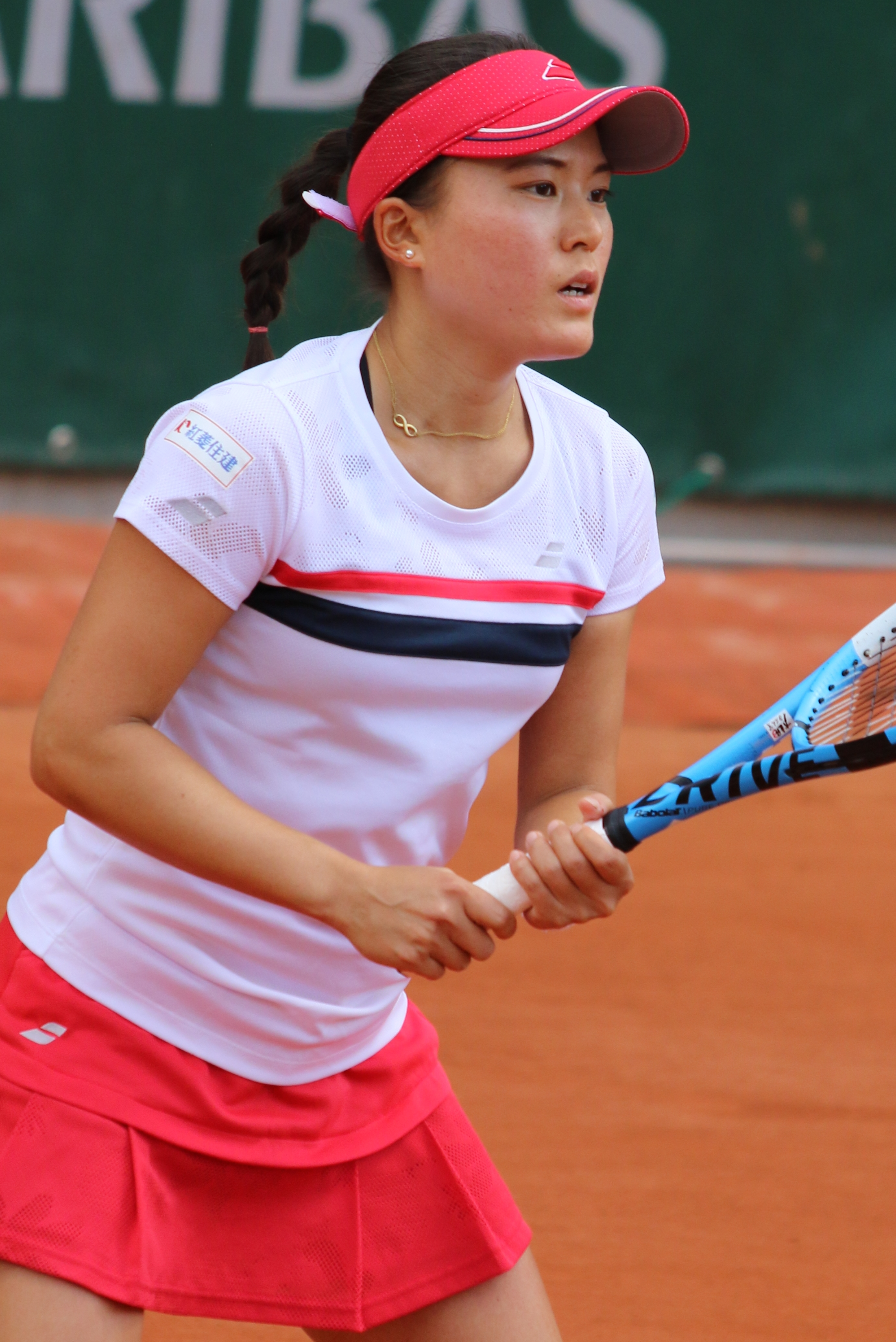
Roland Garros 2019

Makoto Ninomiya (Japans: 二宮 真琴, Ninomiya Makoto) (Hiroshima, 28 mei 1994) is een tennisspeelster uit Japan. Zij begon op zesjarige leeftijd met tennis. Zij speelt rechtshandig en heeft een tweehandige backhand. Zij is actief in het internationale tennis sinds 2009 en bereikte haar beste resultaten in het dubbelspel.

## Loopbaan
In 2016 kreeg zij samen met haar dubbelspelpartner Shuko Aoyama een wildcard voor het Australian Open vrouwendubbelspel. Later dat jaar won zij haar eerste WTA-titel, op het dubbelspeltoernooi van het Japan Open in Tokio, samen met landgenote Shuko Aoyama. In 2017 bereikte Ninomiya op Wimbledon de halve finale, met de Tsjechische Renata Voráčová aan haar zijde.
In 2018 bereikte Ninomiya op Roland Garros de dubbelspelfinale, samen met landgenote Eri Hozumi – zij verloren de eindstrijd van het Tsjechische duo Barbora Krejčíková en Kateřina Siniaková. Later dat jaar won zij haar tweede WTA-titel, op het toernooi van Tokio (Tachikawa) met landgenote Miyu Kato aan haar zijde.
In 2018 en 2019 maakte Ninomiya deel uit van het Japanse Fed Cup-team – zij behaalde daar een winst/verlies-balans van 5–1. In hun regionale groep wonnen zij in 2018 achtereenvolgens van Thailand, Zuid-Korea, Taiwan en Kazachstan; daardoor kwalificeerden zij zich voor de Wereldgroep II play-offs, die zij wonnen van het Verenigd Koninkrijk – in 2019 mochten zij deelnemen aan de Wereldgroep II, waar zij verloren van Spanje.
In 2021 won Ninomiya, samen met de Oekraïense Ljoedmyla Kitsjenok, haar derde dubbelspeltitel op het gras van Nottingham.
Met haar landgenote Eri Hozumi aan haar zijde won Ninomiya in 2022 haar vierde titel op het toernooi van Adelaide, haar vijfde in Saint-Malo, de zesde in Rabat en de zevende in Bad Homburg, alle vier in hetzelfde jaar.
In 2025 won Ninomiya haar tiende dubbelspeltitel, samen met de Oekraïense Nadija Kitsjenok, op het WTA-toernooi van Hamburg, en een week later de elfde in Praag, met de zelfde partner.

## Posities op deWTA-ranglijst
Positie per einde seizoen:
| jaar | rang enkelspel | rang dubbelspel |
| ---- | -------------- | --------------- |
| 2011 | 1061           | –               |
| 2012 | 359            | 195             |
| 2013 | 632            | 226             |
| 2014 | 589            | 187             |
| 2015 | 310            | 100             |
| 2016 | 394            | 62              |
| 2017 | 507            | 46              |
| 2018 | 695            | 20              |
| 2019 | –              | 64              |
| 2020 | 883            | 66              |
| 2021 | 772            | 47              |
| 2022 | 1070           | 39              |
| 2023 | –              | 49              |
| 2024 | 1094           | 53              |

## Resultaten grandslamtoernooien
| Legenda | Legenda                          |
| ------- | -------------------------------- |
| g.t.    | geen toernooi gehouden           |
| l.c.    | lagere categorie                 |
| –       | niet deelgenomen                 |
| G       | uitgeschakeld in de groepsfase   |
| 1R      | uitgeschakeld in de eerste ronde |
| 2R      | uitgeschakeld in de tweede ronde |
| 3R      | uitgeschakeld in de derde ronde  |
| 4R      | uitgeschakeld in de vierde ronde |
| KF      | uitgeschakeld in de kwartfinale  |
| HF      | uitgeschakeld in de halve finale |
| F       | de finale verloren               |
| W       | het toernooi gewonnen            |
| w-v     | winst/verlies-balans             |

### Enkelspel
geen deelname

### Vrouwendubbelspel
| toernooi        | 2016 | 2017 | 2018 | 2019 | 2020 | 2021 | 2022 | 2023 | 2024 | 2025 |
| --------------- | ---- | ---- | ---- | ---- | ---- | ---- | ---- | ---- | ---- | ---- |
| Australian Open | 1R   | 1R   | 1R   | 1R   | 2R   | 1R   | 2R   | 2R   | 2R   | 2R   |
| Roland Garros   | –    | –    | F    | 1R   | 1R   | 2R   | 1R   | 1R   | 2R   | 2R   |
| Wimbledon       | 2R   | HF   | 1R   | 2R   | g.t. | 2R   | –    | 1R   | 1R   | 1R   |
| US Open         | 1R   | 1R   | 1R   | 1R   | 1R   | 1R   | 1R   | 1R   | 2R   |      |

### Gemengd dubbelspel
| toernooi        | 2017 | 2018 | 2019 |    | 2022 | 2023 |
| --------------- | ---- | ---- | ---- | -- | ---- | ---- |
| Australian Open | –    | –    | 1R   | KF | 2R   |      |
| Roland Garros   | –    | 1R   | 1R   | –  | –    |      |
| Wimbledon       | 2R   | 1R   | 2R   | –  | –    |      |
| US Open         | –    | 1R   | –    | –  | –    |      |

## Palmares
| Legenda                 |
| ----------------------- |
| Grandslamtoernooi       |
| Olympische Spelen       |
| Year-End Championships  |
| Premier Mandatory       |
| Premier Five / WTA 1000 |
| Premier / WTA 500       |
| International / WTA 250 |
| Challenger / WTA 125    |

### WTA-finaleplaatsen enkelspel
geen

### WTA-finaleplaatsen vrouwendubbelspel
| nr.              | finale     | toernooi              | ondergrond    | partner             | tegenstandsters                            | score             |         |
| ---------------- | ---------- | --------------------- | ------------- | ------------------- | ------------------------------------------ | ----------------- | ------- |
| gewonnen finales |            |                       |               |                     |                                            |                   |         |
| 01.              | 2016-09-17 | WTA Japan (Tokio)     | hardcourt     | Shuko Aoyama        | Jocelyn Rae Anna Smith                     | 6-3, 6-3          | details |
| 02.              | 2018-09-22 | WTA Tachikawa         | hardcourt (i) | Miyu Kato           | Andrea Sestini-Hlaváčková Barbora Strýcová | 6-4, 6-4          | details |
| 03.              | 2021-06-13 | WTA Nottingham        | gras          | Ljoedmyla Kitsjenok | Caroline Dolehide Storm Sanders            | 6-4, 6-7, [10-8]  | details |
| 04.              | 2022-01-14 | WTA Adelaide          | hardcourt     | Eri Hozumi          | Tereza Martincová Markéta Vondroušová      | 1-6, 7-6, [10-7]  | details |
| 05.              | 2022-05-08 | WTA Saint-Malo        | gravel        | Eri Hozumi          | Estelle Cascino Jessika Ponchet            | 7-6, 6-1          | details |
| 06.              | 2022-05-20 | WTA Rabat             | gravel        | Eri Hozumi          | Monica Niculescu Aleksandra Panova         | 6-7, 6-3, [10-8]  | details |
| 07.              | 2022-06-25 | WTA Bad Homburg       | gras          | Eri Hozumi          | Alicja Rosolska Erin Routliffe             | 6-4, 6-7, [10-5]  | details |
| 08.              | 2024-11-03 | WTA Hongkong          | hardcourt     | Ulrikke Eikeri      | Shuko Aoyama Eri Hozumi                    | 6-4, 4-6, [11-9]  | details |
| 09.              | 2025-05-03 | WTA Saint-Malo        | gravel        | Maia Lumsden        | Oksana Kalasjnikova Angelica Moratelli     | 7-5, 6-2          | details |
| 10.              | 2025-07-20 | WTA Hamburg           | gravel        | Nadija Kitsjenok    | Anna Bondár Arantxa Rus                    | 6-4, 3-6, [11-9]  | details |
| 11.              | 2025-07-26 | WTA Praag             | hardcourt     | Nadija Kitsjenok    | Lucie Havlíčková Laura Samson              | 1-6, 6-4, [10-7]  | details |
| verloren finales |            |                       |               |                     |                                            |                   |         |
| 01.              | 2016-08-07 | WTA Nanchang          | hardcourt     | Shuko Aoyama        | Liang Chen Lu Jingjing                     | 6-3, 6-7, [11-13] | details |
| 02.              | 2017-03-05 | WTA Kuala Lumpur      | hardcourt     | Nicole Melichar     | Ashleigh Barty Casey Dellacqua             | 6-7, 3-6          | details |
| 03.              | 2018-01-12 | WTA Hobart            | hardcourt     | Ljoedmyla Kitsjenok | Elise Mertens Demi Schuurs                 | 2-6, 2-6          | details |
| 04.              | 2018-06-10 | Roland Garros         | gravel        | Eri Hozumi          | Barbora Krejčíková Kateřina Siniaková      | 3-6, 3-6          | details |
| 05.              | 2018-09-16 | WTA Japan (Hiroshima) | hardcourt     | Miyu Kato           | Eri Hozumi Zhang Shuai                     | 2-6, 4-6          | details |
| 06.              | 2021-04-25 | WTA Istanbul          | gravel        | Nao Hibino          | Veronika Koedermetova Elise Mertens        | 1-6, 1-6          | details |
| 07.              | 2021-05-29 | WTA Straatsburg       | gravel        | Yang Zhaoxuan       | Alexa Guarachi Desirae Krawczyk            | 2-6, 3-6          | details |
| 08.              | 2021-08-28 | WTA Chicago           | hardcourt     | Ljoedmyla Kitsjenok | Nadija Kitsjenok Raluca Olaru              | 6-7, 7-5, [8-10]  | details |
| 09.              | 2023-09-23 | WTA Guangzhou         | hardcourt     | Eri Hozumi          | Guo Hanyu Jiang Xinyu                      | 3-6, 6-7          | details |
| 10.              | 2023-09-30 | WTA Tokio             | hardcourt     | Eri Hozumi          | Ulrikke Eikeri Ingrid Neel                 | 6-3, 5-7, [5-10]  | details |
| 11.              | 2023-10-22 | WTA Nanchang          | hardcourt     | Eri Hozumi          | Laura Siegemund Vera Zvonarjova            | 4-6, 2-6          | details |
| 12.              | 2024-10-06 | WTA Hongkong          | hardcourt     | Nao Hibino          | Monica Niculescu Elena Gabriela Ruse       | 3-6, 7-5, [5-10]  | details |